# АТХ-L
Код АТХ-L (англ. АТС-L) «Противоопухолевые препараты и иммуномодуляторы» — раздел система буквенно-цифровых кодов Анатомо-терапевтическо-химической классификации, разработанных Всемирной организацией здравоохранения для классификации лекарств и других медицинских продуктов.
Коды для применения в ветеринарии (ATCvet коды) могут быть созданы путём добавления буквы Q в передней части человеческого Код ATC: QL.
Из-за различных национальных особенностей в классификацию АТС могут включаться дополнительные коды, которые отсутствуют в этом списке, который составлен Всемирной организацией здравоохранения.
- АТХ код L01 — Противоопухолевые препараты
- АТХ код L02 — Противоопухолевые гормональные препараты
- АТХ код L03 — Иммуностимуляторы
- АТХ код L04 — Иммунодепрессанты